# Čekov
Čekov (německy Tschekau) je vesnice, část obce Miřetice v okrese Chrudim. Nachází se asi 1,5 km na jihozápad od Miřetic. V roce 2009 zde bylo evidováno 77 adres. V roce 2001 zde trvale žilo 77 obyvatel.
Čekov leží v katastrálním území Miřetice u Nasavrk o výměře 9,15 km2.

## Galerie

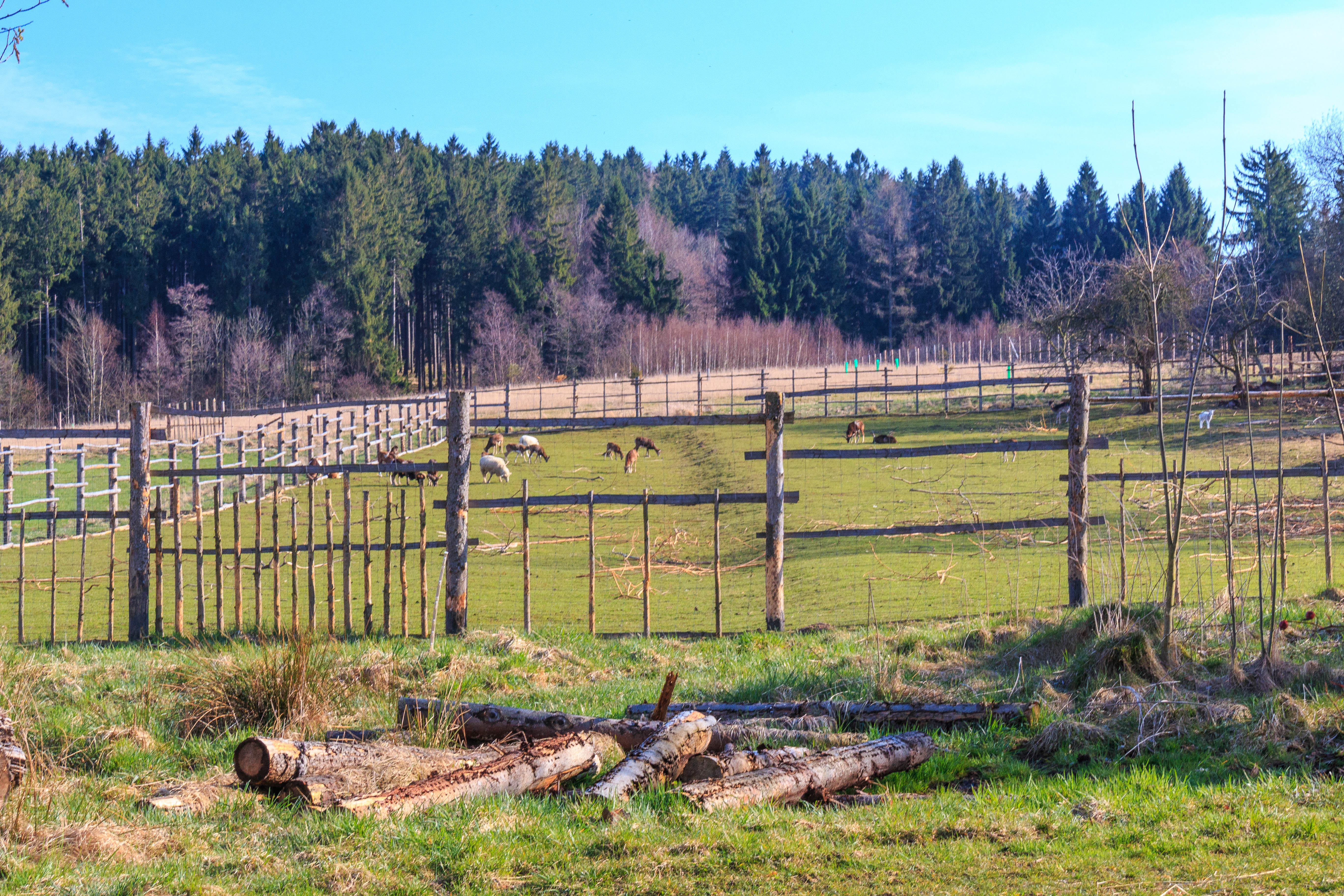
Pastvina
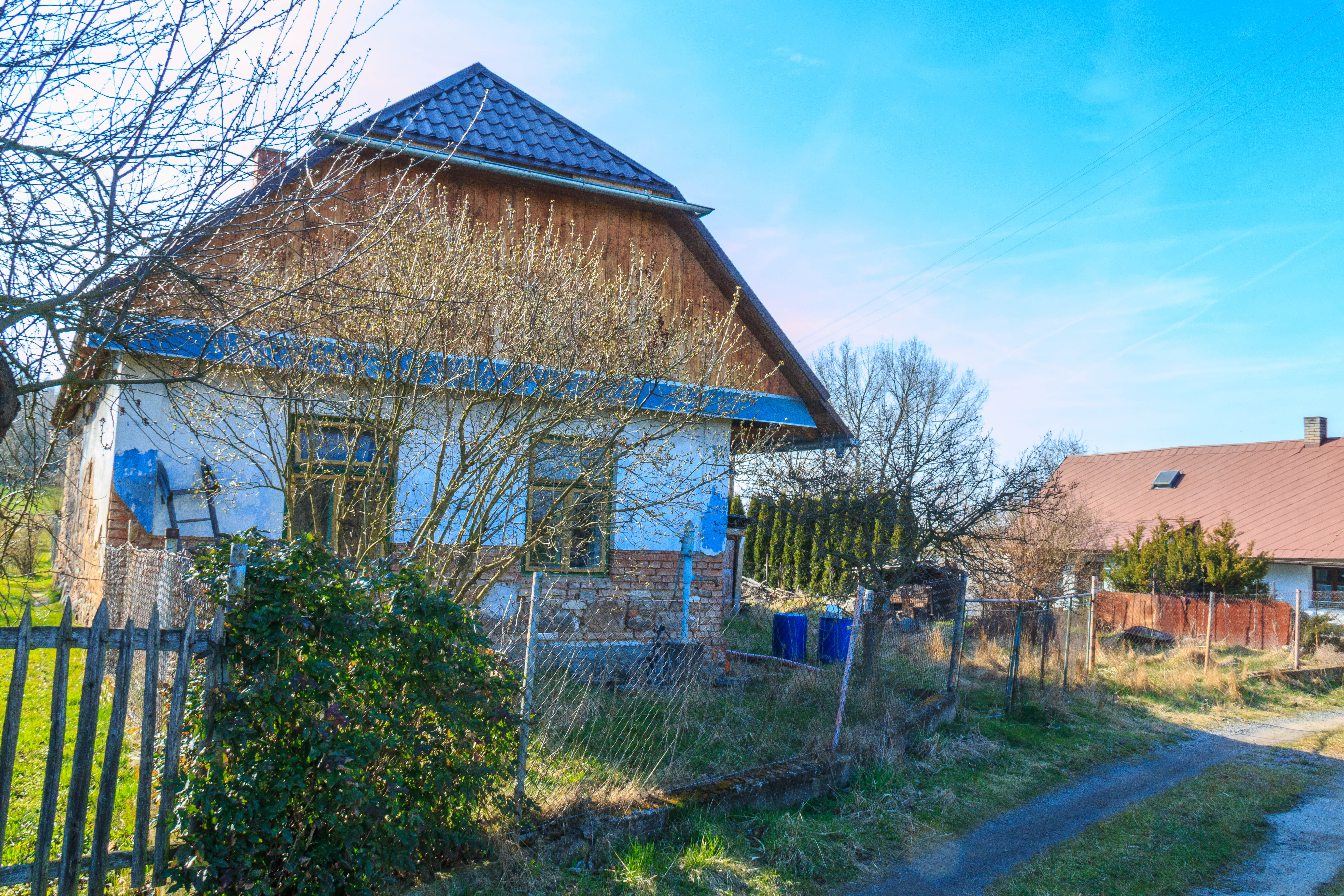
Stavení čp. 25
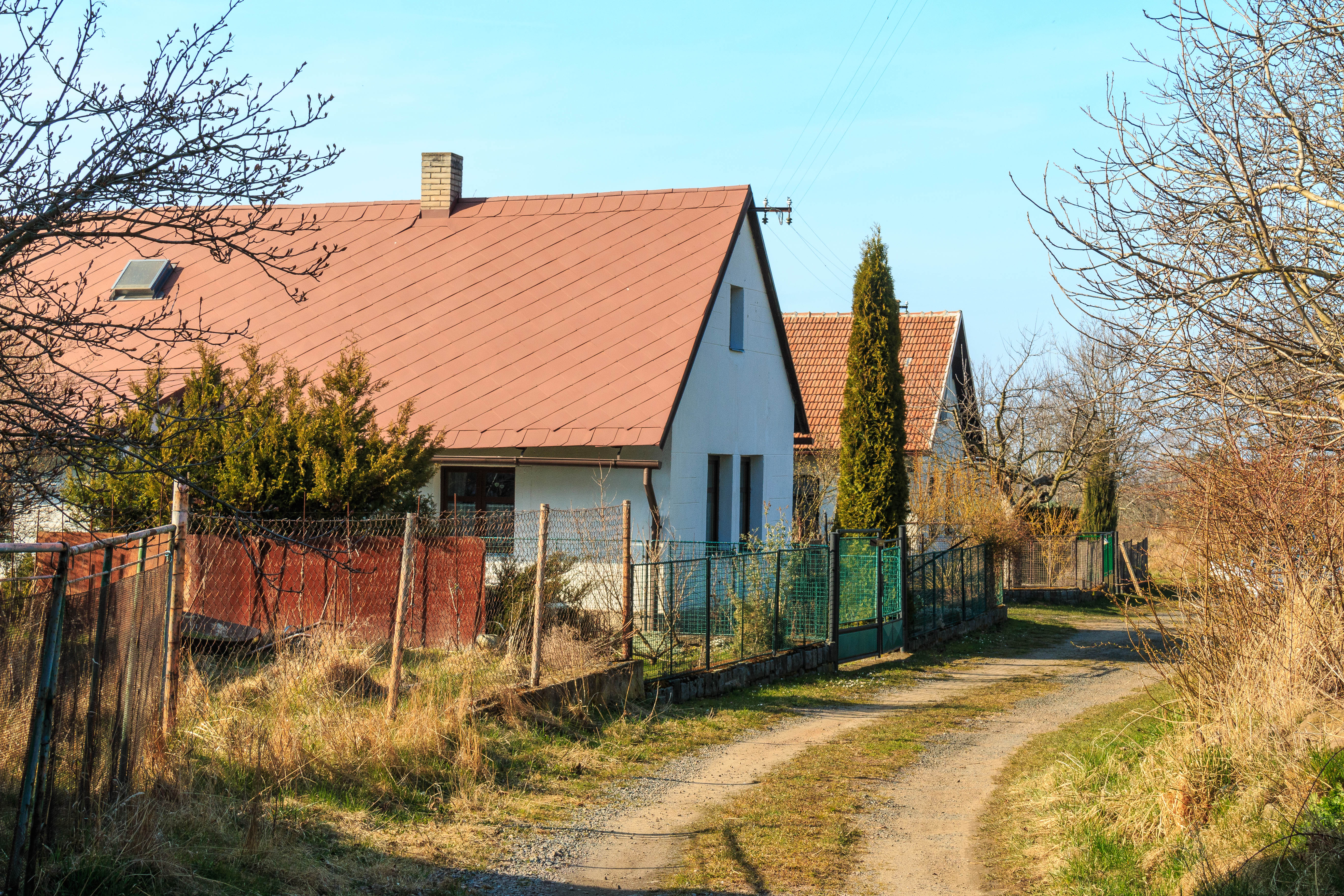
Stavení čp. 46